# Szychowo
Szychowo – wieś w Polsce położona w województwie kujawsko-pomorskim, w powiecie golubsko-dobrzyńskim, w gminie Kowalewo Pomorskie.
W czasach krzyżackich należało do komturstwa kowalewskiego. Zwane było Schichau i Seykaw.
W 1885 roku wieś zamieszkiwało 113 osób, w większości katolików.

## Podział administracyjny
W latach 1975–1998 miejscowość administracyjnie należała do województwa toruńskiego.

## Demografia
Według Narodowego Spisu Powszechnego (III 2011 r.) wieś liczyła 258 mieszkańców. Jest czternastą co do wielkości miejscowością gminy Kowalewo Pomorskie.

## Zabytki
Według rejestru zabytków NID na listę zabytków wpisany jest zespół dworski z 2 połowy XIX w.:
- dwór, ok. 1890, nr rej.: A/1252/1 z 21.02.1980
- park, nr rej.: A/1252/2 z 26.11.1984.